# 알라모 전도소

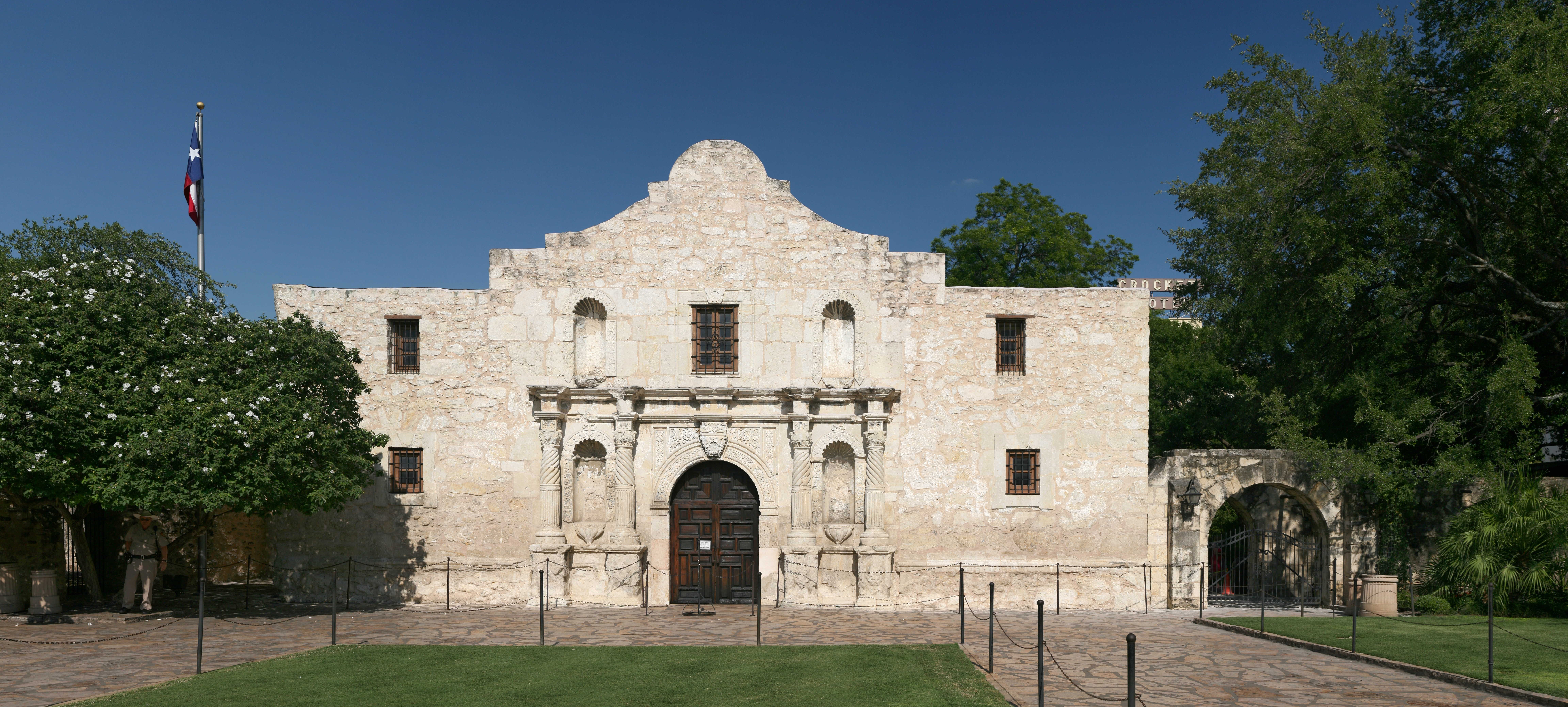
알라모 전도소

알라모 전도소(Mission Alamo) 또는 알라모 요새(Fort Alamo)는 텍사스주 샌안토니오에 있는 옛 전도소와 요새의 복합 시설물이다. 정식 명칭은 “샌안토니오 데 발레로 전도소”(Mission San Antonio de Valero)이다. 현재는 박물관이 있다. 원래 성역과 주변 건물을 포함하고 있던이 복합 시설은 지역 인디언을 기독교로 개종시키는 교육을 위해, 18세기 스페인 제국에 의해 건설되었다. 전도소로서 기능을 잃게 된 후 19세기에는 군사 요새로 사용되며 특히 텍사스 혁명 중인 텍사스 공화국과 멕시코 군 사이의 매우 중요한 전투 하나였던 1836년 알라모 요새 전투 등 여러 가지 군사적 행동의 무대가 되었다.

## 역사

### 알라모 전도소
전도소로는 1716년 누에바 에스파냐 부왕령에서 허용되었고, 그 2년 후인 1718년 안토니오 데 오리바레스 주교에 의해 설립되었다. 오리바레스는 리오그란데 강 을 따라 산 후안 바우티스타 가까운 시스코 소라노 전도소에서 인디언 개종자와 그 자신의 기록과 함께 왔다. 현재 위치는 1724년 선정한 것이며, 초석은 1744년 5월 8일에 놓았다. 알라모는 샌안토니오 강을 따라 근처에 발견된 일련의 전도소에서 처음으로 세운 곳이다. 다른 전도소는 샌안토니오 전도소 국립 역사공원으로 보존되고 있다.
1765년 이후 선교 활동은 쇠퇴하기 시작하여, 1793년 전도소는 버려졌고, 공문서는 근처의 산 페르난드 교회로 옮겨졌다. 1803년, 버려진 복합 시설은 알라 드 팔라스(현재 멕시코의 코아우일라주)에서 온 스페인 병사의 중대에 점령되었다. 일부 역사가들은 이 때 "알라모"라는 이름이 붙은 것으로 믿고 있다. 이름의 유래 다른 설은, 스페인어로 포퓰라 나무를 의미하는 단어인 'álamo'에서 왔으며, 근처에 자라는 나무의 이름을 따서 붙인 것으로 알려져 있다.

### 알라모 요새 전투

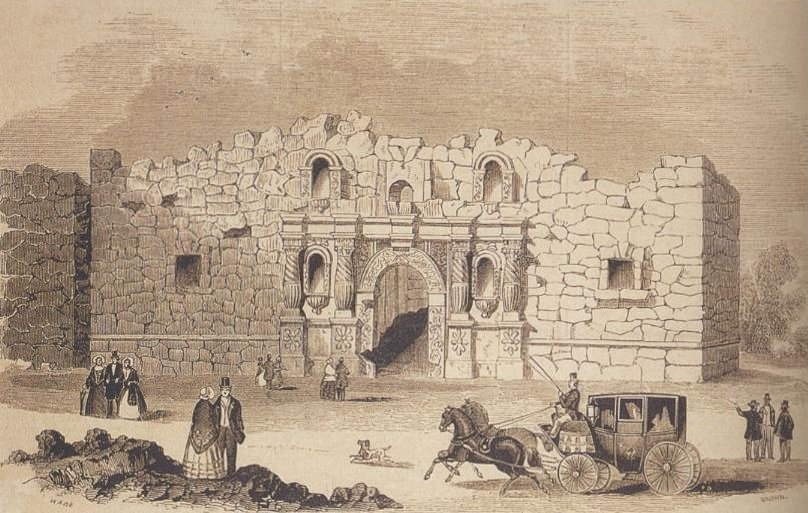
1854년 그림, 알라모 채펄은 1830년도와 동일한 모습

텍사스 혁명 동안에 마르틴 페르펙토 데 코스 장군이 텍사스군에게 함락된 1835년 12월까지 이 건물은 거의 지속적으로 멕시코 군에 점령되어 있었다. 2개월 후인 1836년 2월 23일, 윌리엄 트래비스 중령이 나중에 멕시코군의 진군을 방어하기 위해 약 187명의 병사와 함께 알라모로 진입했다. 산타 안나 장군 지휘 하에 약 6,000명의 멕시코 병사가 13일 요새를 포위 공격했다. 포위전은 3월 6일 정점에 도달했고, 텍사스군은 전멸했다. 멕시코군 사상자는 약 200명의 사망자와 400명의 부상자로 추정되었다.
전투 자체의 군사적 의미는 많은 학자에 의해 논의되고 왔지만, 택사스군 부대의 용기와 그들의 희생은 "Remember the Alamo"(알라모를 기억하라)라는 슬로건이 되었고, 나중에 텍사스 혁명 전투에 이용되었다. 그 이후 남겨진 건물은 텍사스 사람에 의해 전통적으로 숭배의 개념이 되어왔다.

### 이후의 사용 및 복구
포위 공격 후 요새는 거의 폐허가 되었다. 복구도 거의 이루어지지 않았고, 1841년 1월 13일, 텍사스 공화국은 알라모의 성역을 가톨릭 교회에 반환하는 법률을 통과시켰다. 텍사스 합병 이후 미국은 폐허가 된 건물의 소유권을 주장했고, 육군의 보급 기지 목적으로 남북 전쟁 때까지 사용했다. 남북 전쟁 동안 남부동맹이 건물을 사용하였으나, 전쟁 후 다시 미국 정부의 소유가 되어 1876년까지 사용되었다.
건물의 소유권은 19세기 후반 동안 계속 논의되었다. 1883년 4월 23일, 텍사스는 공식적으로 가톨릭 교회에서 경계 건물을 구입하여 시가 건물 관리 비용을 부담하는 것을 조건으로 샌안토니오 시에 양도했다. 1890년대부터 1905년에 걸쳐 사학자이자 교사인 아디나 데 자발라와 개인비용으로 사적을 복구한 자선가 클라라 드리스콜의 두 명의 여성이 유적지의 보호에 대한 책임을 가졌다. 그들은 수도원의 취급으로 충돌하였고, 드리스콜은 해체를 희망했다.
1905년 1월 25일, 텍사스주 입법부는 상사에 점령되었던 전도소의 일부를 구입하는 결의안을 통과시켰고, 이후 현재 건물을 관리하는 방문자를 받고 있던 여성 단체 "텍사스 공화국 딸들"이 보호하도록 지시하였다. 이 건물의 소유권을 둘러싼 논쟁은 20세기에도 지속되었다. 1908년 데 자발라는 3일간 바리케이드를 치고 점거하여, 상업적인 착취를 막는 시도에 성공했다. 건물은 특히 1936년 텍사스 100주년 기념일 등, 수시로 계속 복구작업이 진행되었다. 1960년 12월 19일에는 미국 국립 역사 기념물로 지정되었다.

## 같이 보기
- 미국의 세계유산